# Lisowe (rejon zwinogródzki)
Lisowe (ukr. Лісове) – wieś na Ukrainie, w obwodzie czerkaskim, w rejonie zwinogródzkim, w hromadzie Talne. W 2001 liczyła 1140 mieszkańców, spośród których 1108 wskazało jako ojczysty język ukraiński, 26 rosyjski, 1 białoruski, 3 ormiański, a 2 inny.